# Kuber Peak
Kuber Peak är en bergstopp i Antarktis. Den ligger i Sydshetlandsöarna. Argentina, Chile och Storbritannien gör anspråk på området. Toppen på Kuber Peak är 771 meter över havet, eller 28 meter över den omgivande terrängen. Bredden vid basen är 0,39 km.
Terrängen runt Kuber Peak är kuperad åt nordost, men åt sydväst är den bergig. Havet är nära Kuber Peak åt sydost. Trakten är glest befolkad. Närmaste befolkade plats är St. Kliment Ohridski Base, 19,8 kilometer väster om Kuber Peak. 